# Фотопортрет (конкурс)
Фотопортрет — національний конкурс ім. Степана Назаренка в галузі фотопортретистики, що проходить в режимі бієнале.

## Фотопортрет-2007

### Про конкурс
У 2007 році було вперше проведено національний конкурс ім. Степана Назаренка ФОТОПОРТРЕТ 2007. Експозицію було присвячено 75-річчю від дня народження Степана Назаренка. Виставка проходила з 3 по 30 травня 2007 року в приміщенні виставкового залу Національної Спілки Художників України в м. Івано-Франківську. Генеральний спонсор — Canon, генеральний медіаспонсор — журнал Digital Photographer.

### Журі
- Олександр Жилін, Digital Photographer — Київ;
- Мирослав Кушніренко, НСФХУ, нфк «Колумб» (Тисмениця) — Івано-Франківськ;
- Таня Павлик, НСХУ, НСФХУ, нфк «Колумб» (Тисмениця) — Івано-Франківськ;
- Ярема Проців, EFIAP, ED.ISF, НСФХУ, нфк «Колумб» (Тисмениця) — Коломия;
- Мирослав Яремак, художник — Івано-Франківськ.

### Нагороди виставки
- Перше місце — Серж Рубле (Чернівці) за роботу «Настя»
- Друге місце — Василь Бурляєв (Севастополь) за роботу «Ірина»
- Третє місце — Юрій Вербовський (Львів) за роботу «Іринка та Олеся»

Дипломи Національної спілки фотохудожників України першого ступеня
1. Валентина Опольська (Одеса) за роботи «Дівчинка з виноградом», «Портрет в бабусиній хустині…»
2. Львівська обласна організація НСФХУ

Дипломи Національної спілки фотохудожників України другого ступеня
1. Олександр Бусленко (Рівне) за роботу «Портрет Валентини»
2. Одеська обласна організація НСФХУ

Дипломи Національної спілки фотохудожників України третього ступеня
1. Анжела Надєжда (Одеса) за роботи «Дівчинка», «Коли я серджуся»
2. Кримська республіканська організація НСФХУ

Медаль ISF
1. Ірина Баранська-Вороніна (Львів) за роботи «Портрет Лі», «Джоконда 2005»

Дипломи ISF
1. Максим Оксамитний (Херсон) за роботу «Любов батька»
2. Юрій Давида (Феодосія) за роботу «Дівчинка»

Передплата журналу «Digital Photographer»
1. Мар'яна Глинська (Косів Івано-Франківської області)
2. Павло Дроб'як (Дмитровичі Львівської області)
3. Андрій Дьогтєв (Одеса)
4. Василь Куліченко (Новомосковськ Дніпропетровської області)
5. Дмитро Петрина (Івано-Франківськ)
6. Олексій Свистунов (Скибинці Вінницької області)
7. Андрій Сліва (Миколаїв)

Передплата журналу «City Life»
1. Ігор Бережний (Херсон)
2. Микола Величко (Старокостянтинів Хмельницької області)
3. Олег Усатюк (Вінниця)

## Фотопортрет-2009

### Про конкурс
У 2009 році конкурс ім. Степана Назаренка ФОТОПОРТРЕТ було проведено вдруге. Експозицію було присвячену 20-річчю від дня заснування Національної спілки фотохудожників України. Виставка відкрилась 7 травня 2009 року в приміщенні міської ратуші Івано-Франківська. Генеральний спонсор — Canon, генеральний медіаспонсор — журнал Digital Photographer.

### Журі
- Ігор Гайдай, фотограф, «Гайдай студіо» — Київ;
- Сергій Гевелюк, НСФХУ, група «ІКС+» — Одеса;
- Павло Дроб'як, НСФХУ, AFIAP, нфк «Колумб» — Дмитровичі Львівської області.

### Нагороди виставки
- Перше місце — Вадим Козловський (Вінниця) за роботу «Конєв»
- Друге місце — Софія Райхман (Сімферополь) за роботу «Сестри»
- Третє місце — Серж Рубле (Чернівці) за роботу «Погляд»

Дипломи Національної спілки фотохудожників України першого ступеня
1. Максим Товстий (Рівне) за роботу «Маленька дівчина»
2. Львівська обласна організація НСФХУ

Дипломи Національної спілки фотохудожників України другого ступеня
1. Сергій Михалків (Львів) за роботу «Йоланта»
2. Вінницька обласна організація НСФХУ
3. Івано-Франківська обласна організація НСФХУ

Дипломи Національної спілки фотохудожників України третього ступеня
1. Ірина Баранська-Вороніна (Львів) за роботу «Такою я прийшла у ваш світ»
2. Дніпропетровська організація НСФХУ
3. Миколаївська організація НСФХУ
4. Одеська організація НСФХУ

Дипломи ISF першого ступеня
1. Світлана Желток (Севастополь) за роботу із циклу «Дорослішання»
2. Олексій Потянок (Рівне) за роботу «Антоніо»
3. Вікторія Тимофеєва (Миколаїв) за роботу «Портрет у золотистих тонах»

Дипломи ISF другого ступеня
1. Олексій Демідов (Хмельницький) за роботу «Добряк»
2. В'ячеслав Мороз (Херсон) за роботу «Німе питання»
3. Таня Павлик (Івано-Франківськ) за роботу «Художник (портрет Богдана Бринського)»

Дипломи ISF третього ступеня
1. Віталій Сіпко (Вінниця) за роботу «Роман»
2. Борис Шульга (Суми) за роботу «Світло і тінь»
3. Олександр Юдін (Вінниця) за роботу «Марина»

Спеціальний приз Фотоагенції Global Look Ukraine
1. Денис Мельник (Київ) за роботу «Та»

Спеціальний приз родини Войцюків (за найкраще відображення національного колориту)
1. Юрій Черневий (Болехів) за роботу «Святковий настрій»

Спеціальний приз Молодіжної мистецької формації «Форумс»
1. Ярема Проців (Коломия) за роботи «Прасувальниця», «Улюблениця»

Спеціальний приз Цифрового фотоцентру «Сако»
1. Павло Бондар (Снятин) за роботу «Сестри»
2. Таня Павлик (Івано-Франківськ) за роботи «Стіна», «Сонечко»

Спеціальний приз фотогалереї «Камера» (Київ)
1. Євген Барзаковський (Феодосія) за роботу «Лариса»